# Світличний (зупинний пункт)
Світличний — пасажирський залізничний зупинний пункт Харківської дирекції Південної залізниці розташований на одноколійній, неелектрифікованій лінії Шпаківка — Готня.
Розташований у смт. Золочів Харківської області між станціями Одноробівка та Золочів.
На зупинному пункті зупиняються приміські поїзди.